# Kvartil
Inom statistik är kvartilerna de tre punkter som delar upp ett sorterat datamaterial i fyra lika delar. En fjärdedel av observationerna är mindre än första kvartilen, som betecknas {\displaystyle Q_{1}} och ibland kallas undre kvartilen. Den andra kvartilen {\displaystyle Q_{2}} är samma sak som medianen ({\displaystyle md}), eftersom två fjärdedelar är samma sak som hälften. Tre fjärdedelar av observationerna är mindre än den tredje kvartilen {\displaystyle Q_{3}}, som ibland kallas övre kvartilen. 
Kvartiler används exempelvis vid presentation av lönestatistik, om man vill presentera fler detaljer än enbart median eller medelvärde.
Kvartiler är ett specialfall av kvantiler. Kvartilerna uttrycks ibland som percentiler, med beteckningarna {\displaystyle P_{25}} för {\displaystyle Q_{1}}, {\displaystyle P_{50}} för {\displaystyle Q_{2}} och {\displaystyle P_{75}} för {\displaystyle Q_{3}}.

## Exempel
Åldern för tolv personer är, i stigande ordning: {\displaystyle 10,12,15,15,17,18,20,21,21,23,30{\mbox{ och }}39{\mbox{ år}}}
Hälften av 12 (antal personer) är 6 och medianen blir alltså värdet mittemellan det 6:e och 7:e värdet. {\displaystyle md=P_{50}=(18+20)/2=19{\mbox{ år}}}. Innebörden av värdet är att hälften av personerna är mindre än 19 år gamla, och hälften är mer än 19 år gamla.
På motsvarande sätt blir {\displaystyle Q_{1}=P_{25}=15{\mbox{ år}}} som är mittemellan det 3:e och 4:e värdet. Innebörden av värdet är att en fjärdel av personerna är mindre än 15 år gamla, och tre fjärdedelar är mer än 15 år gamla.
Slutligen hamnar övre kvartilen mellan det 3:e och 4:e värdet räknat från det högsta; {\displaystyle Q_{3}=P_{75}=22{\mbox{ år}}}. Innebörden av värdet är att tre fjärdelar av personerna är mindre än 22 år gamla, och en fjärdedel är mer än 22 år gamla.

## Alternativ definition av kvartiler
Ibland definieras undre kvartilen ({\displaystyle Q_{1}}) som det värde som har rangtalet {\displaystyle (n+1)/4}, där {\displaystyle n} är antal datapunkter i datamaterialet, och övre kvartilen ({\displaystyle Q_{3}}) som det värde som har rangtalet {\displaystyle 3\cdot (n+1)/4}. Med den definitionen blir i exemplet ovan rangtalet {\displaystyle (Q_{1})=(12+1)/4=3,25} och rangtalet {\displaystyle (Q_{3})=3(12+1)/4=9{,}75}. Interpolering ger {\displaystyle Q_{1}=0{,}75\cdot 15+0,25\cdot 15=15{\mbox{ år}}} och {\displaystyle Q_{3}=0{,}25\cdot 21+0{,}75\cdot 23=22{,}5{\mbox{ år}}}.
Skillnaden mellan de två definitionerna blir i de flesta fall liten.